# Alpsee
L'Alpsee és un llac situat a l'estat de Baviera, Alemanya, 4 km al sud-est de Füssen. Està prop dels castells de Neuschwanstein i Hohenschwangau.
El llac té uns 5 km de riba, i una profunditat de 62 metres. És d'atracció turística a causa de la proximitat amb els citats castells, i als cignes salvatges que hi viuen.

## Referències

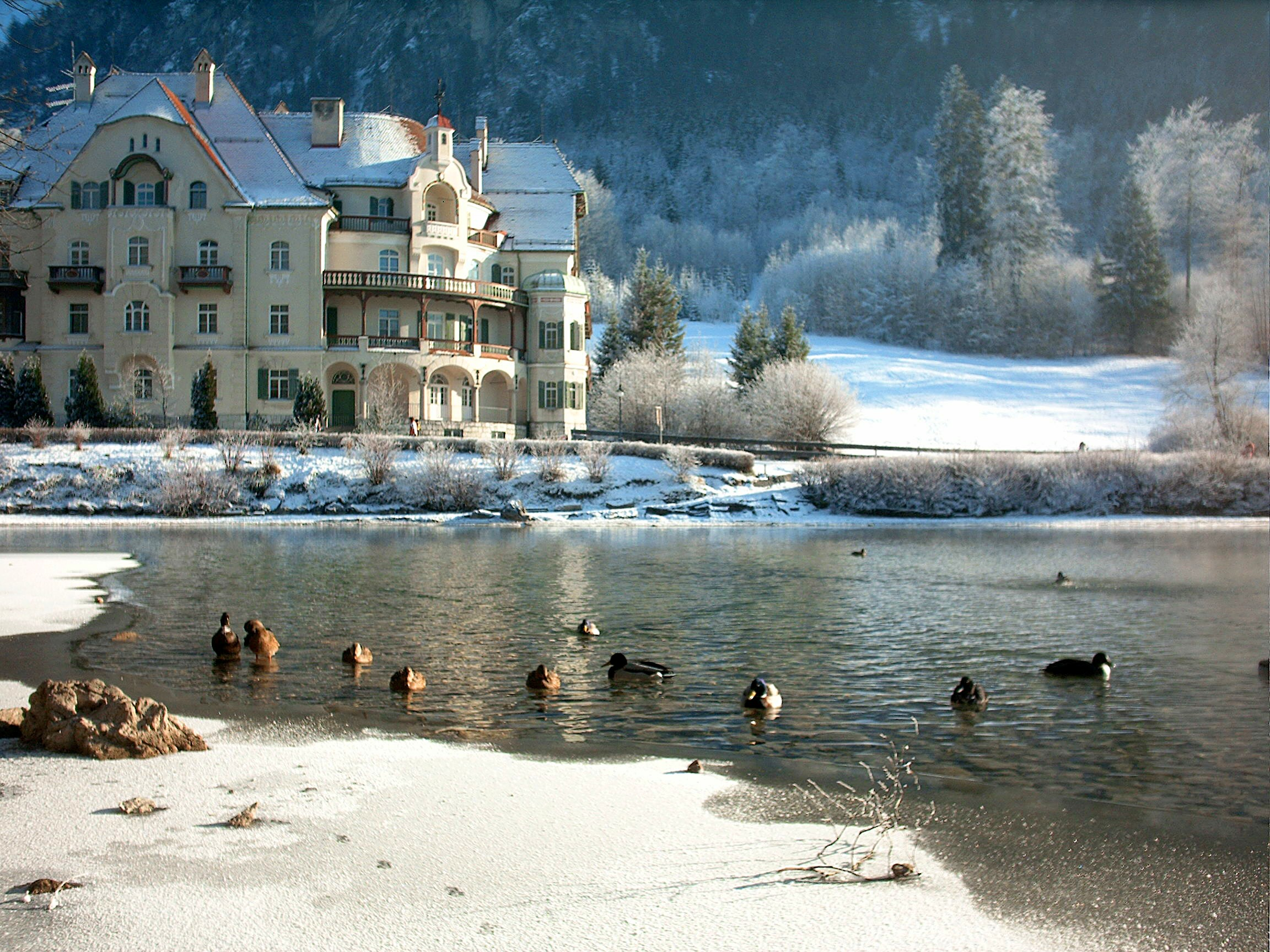
Hotel al costat del llac a l'hivern